# ТЕЦ Глогув
51°41′1″ пн. ш. 15°59′18″ сх. д. / 51.68361° пн. ш. 15.98833° сх. д.
ТЕЦ Глогув (ЕС-3) — теплоелектроцентраль у однойменному місті на південному заході Польщі.
Енергетичний майданчик мідеплавильного заводу в Глогуві у 1971—1972 роках обладнали двома водогрійними котлами WR-25 (WLM-25) потужністю по 29 МВт та трьома паровими котлами OR-32. Від останніх, зокрема, живились дві запущені в 1973-му та 1974-му теплофікаційні турбіни потужністю 13,75 МВт та 10,2 МВт. У 1975—1977 роках стали до ладу ще чотири котли OR-32 та конденсаційна турбіна потужністю 25,6 МВт. Всі ці котли були розраховані на спалювання вугілля, крім того, у 1975-му та 1976-му стали до ладу два об'єкти типу ORG-32, котрі використовували низькокалорійний пічний газ, що утворюється під час плавки рудного концентрату. Нарешті, в 1980-му додали один мазутний водогрійний котел PTWM-50.
У 2014-му на станції звели парогазовий енергоблок комбінованого циклу потужністю 42 МВт. Його обладнали двома газовими турбінами Turbomach Titan 130 потужністю по 14,7 МВт, які через котли-утилізатори Aalborg живлять одні парову турбіну Siemens потужністю 12,6 МВт. Окрім виробництва електроенергії, блок здатен постачати 40 МВт теплової енергії. Як паливо він використовує природний газ з високим вмістом азоту із місцевого родовища.
Крім того, станом на 2017-й в роботі залишалось п'ять OR-32, обидва ORG-32 та один WR-25, а із старих турбін працювали дві з показниками 13,7 МВт та 25,6 МВт.
Окрім забезпечення потреб металургійного виробництва, ТЕЦ постачає тепло для системи центрального опалення Глогува.